# Waltenhofen

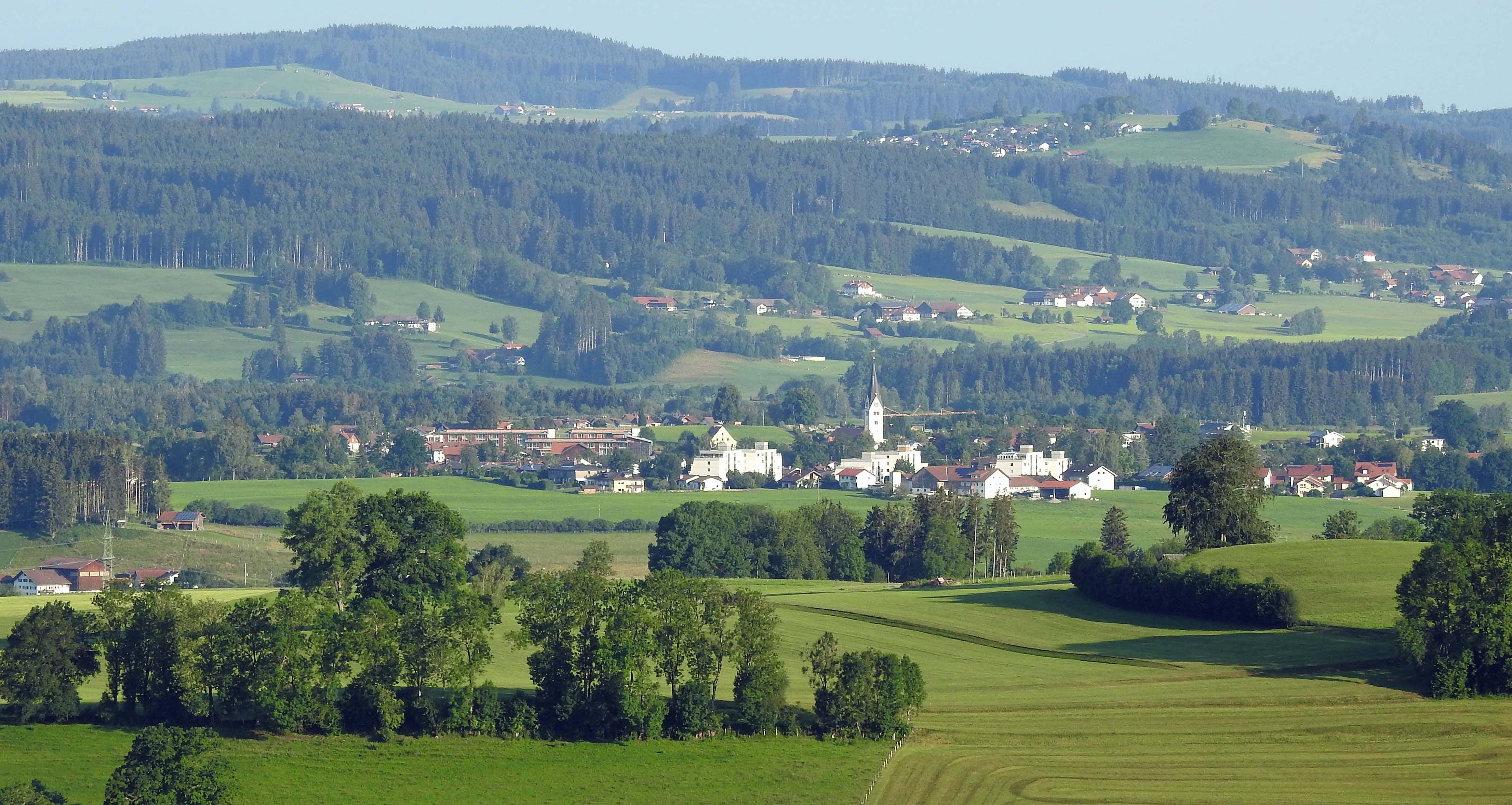
Waltenhofen von Südosten

Waltenhofen ist eine Gemeinde im schwäbischen Landkreis Oberallgäu in Bayern. Die Gemeinde mit rund 10.000 Einwohnern liegt westlich der Iller rund sieben Kilometer südlich von Kempten.

## Geographie

### Lage
Die Gemeinde liegt linksseitig der Iller und hat Anteil an den Allgäuer Voralpen. Die Höhenlage reicht von 682 m ü. NHN an der Iller bei Hegge bis 1067 m ü. NHN (Stoffelberg).

### Gemeindegliederung
Es gibt 81 Gemeindeteile (in Klammern ist der Siedlungstyp angegeben):
- Aubruck (Einöde)
- Bachtel (Einöde)
- Berg (Einöde)
- Bergen (Weiler)
- Birkach (Einöde)
- Brenden (Einöde)
- Buch (Weiler)
- Egg (Einöde)
- Eggen (Weiler)
- Eggenberg (Weiler)
- Einzenberg (Weiler)
- Esch (Einöde)
- Ettlis (Dorf)
- Fischen (Weiler)
- Friesinsel (Einöde)
- Gerats (Weiler)
- Gfährt (Einöde)
- Gopprechts (Dorf)
- Greifenberg (Weiler)
- Greith (Weiler)
- Hatzenberg (Weiler)
- Häusern (Dorf)
- Hegge (Industrieort)
- Helen (Pfarrdorf)
- Herzmanns (Weiler)
- Heuberg (Weiler)
- Hof (Weiler)
- Hubers (Weiler)
- Hupprechts (Dorf)
- Insel I (Weiler)
- Insel II (Einöde)
- Judenried (Einöde)
- Kiesels (Einöde)
- Kuhnen (Dorf)
- Kurzberg (Dorf)
- Langenegg (Einöde)
- Lanzen (Dorf)
- Laudorf (Weiler)
- Leuten (Dorf)
- Leutenhofen (Dorf)
- Linden (Einöde)
- Linsen (Weiler)
- Loch (Einöde)
- Mähris (Einöde)
- Maind (Weiler)
- Martinszell i.Allgäu (Pfarrdorf)
- Memhölz (Pfarrdorf)
- Moos (Weiler)
- Moosbühl (Einöde)
- Niedersonthofen (Pfarrdorf)
- Oberburg (Einöde)
- Oberdorf b.Immenstadt (Siedlung)
- Oberegg (Einöde)
- Rauns (Siedlung)
- Rieggis (Weiler)
- Ringgen (Weiler)
- Rohr (Dorf)
- See (Einöde)
- Sondert (Weiler)
- Steg (Einöde)
- Stegacker (Einöde)
- Steig (Einöde)
- Stoffels (Dorf)
- Suiters (Weiler)
- Türken (Einöde)
- Unterburg (Einöde)
- Unteregg (Einöde)
- Veits (Weiler)
- Wachters (Weiler)
- Walkarts (Weiler)
- Waltenberg (Weiler)
- Waltenhofen (Pfarrdorf)
- Waltenhofen (Weiler)
- Weiberg (Weiler)
- Weidach (Einöde)
- Weiher (Dorf)
- Widdum (Weiler)
- Wies (Weiler)
- Wolfen (Einöde)
- Wollmuths (Weiler)
- Zellen (Weiler)

Das Gemeindegebiet besteht aus den Gemarkungen Waltenhofen, Martinszell i. Allgäu, Memhölz und Niedersonthofen.

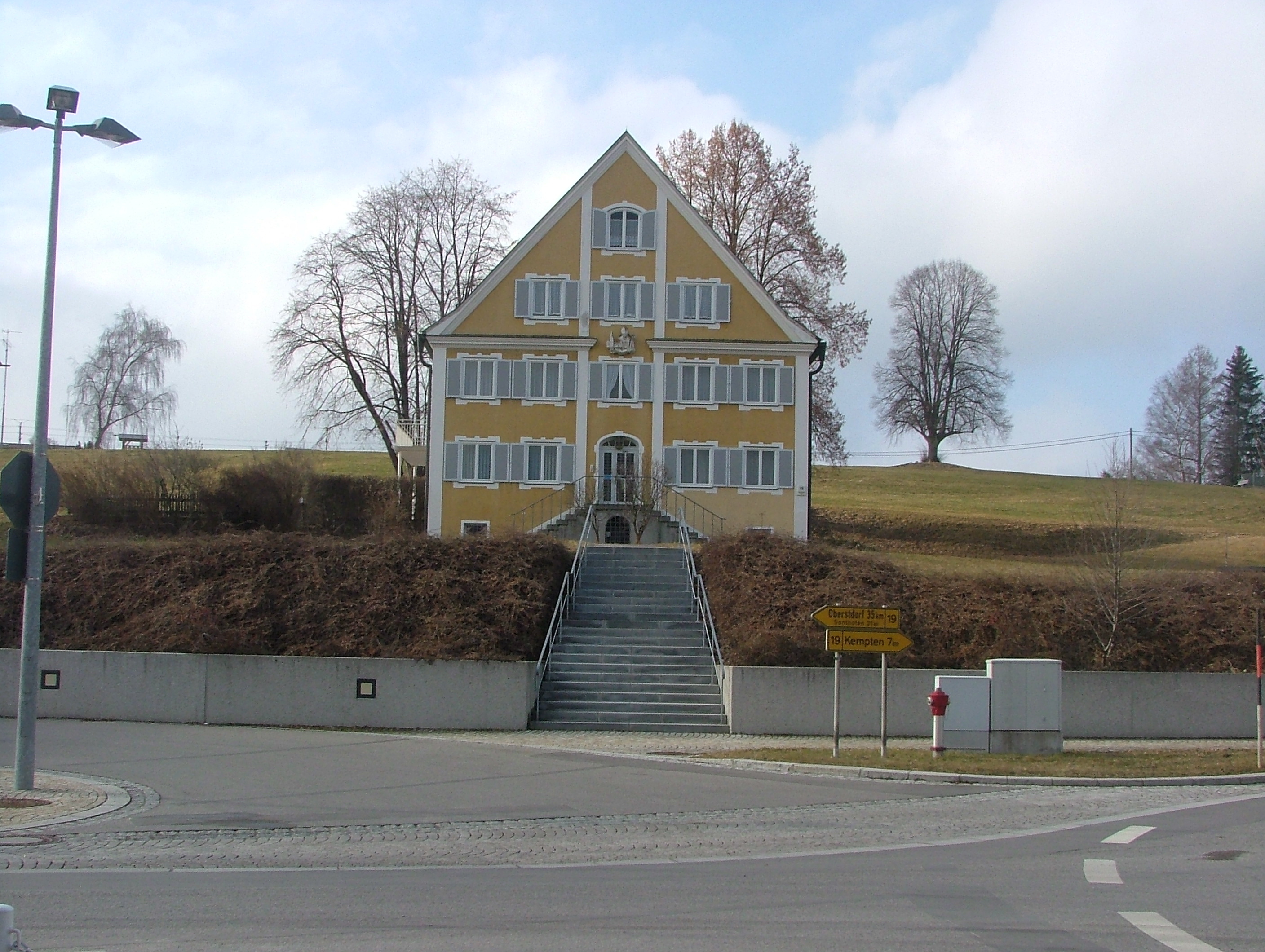
Pfarrhof in Waltenhofen
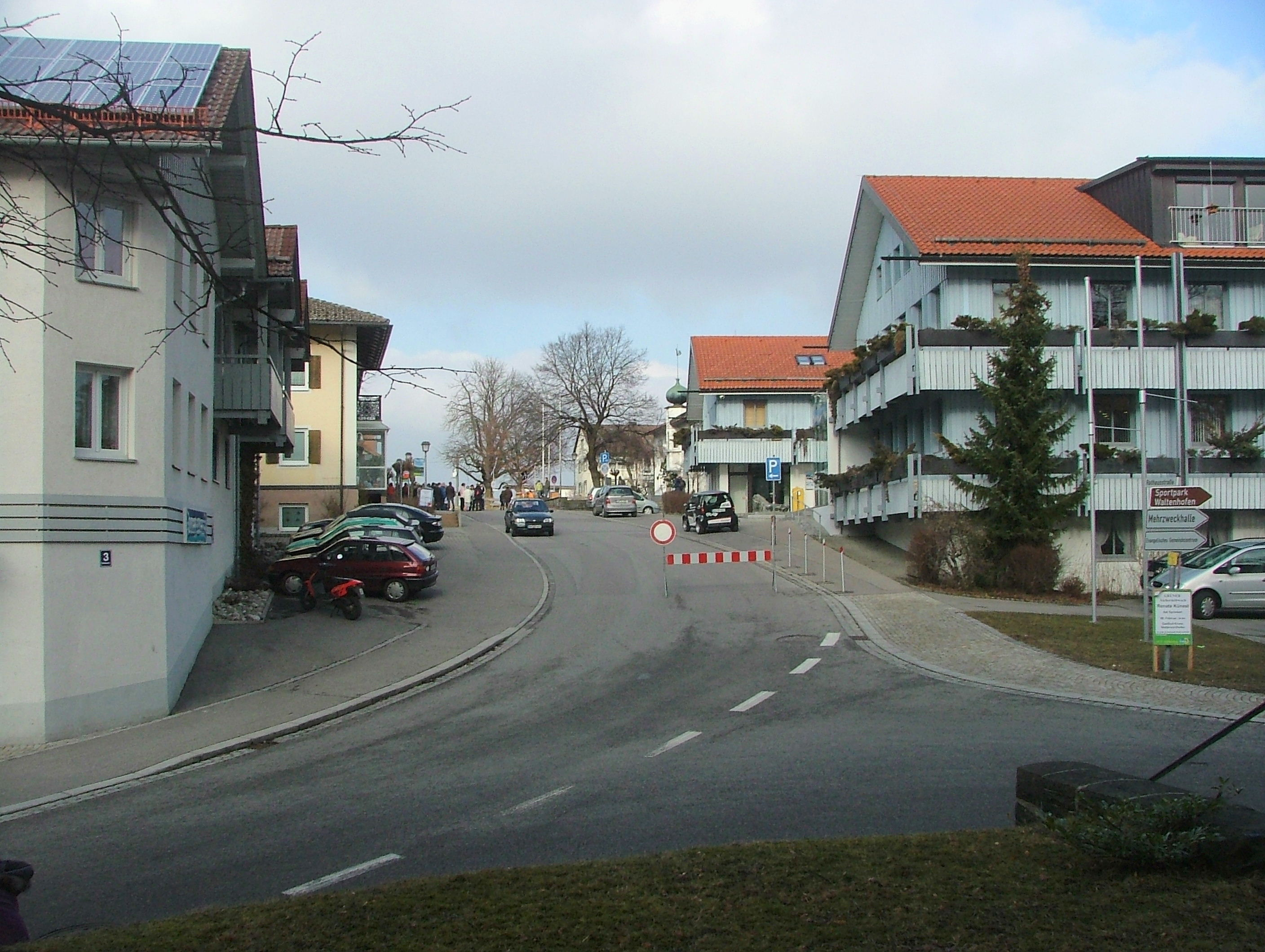
Rathausstraße in Waltenhofen
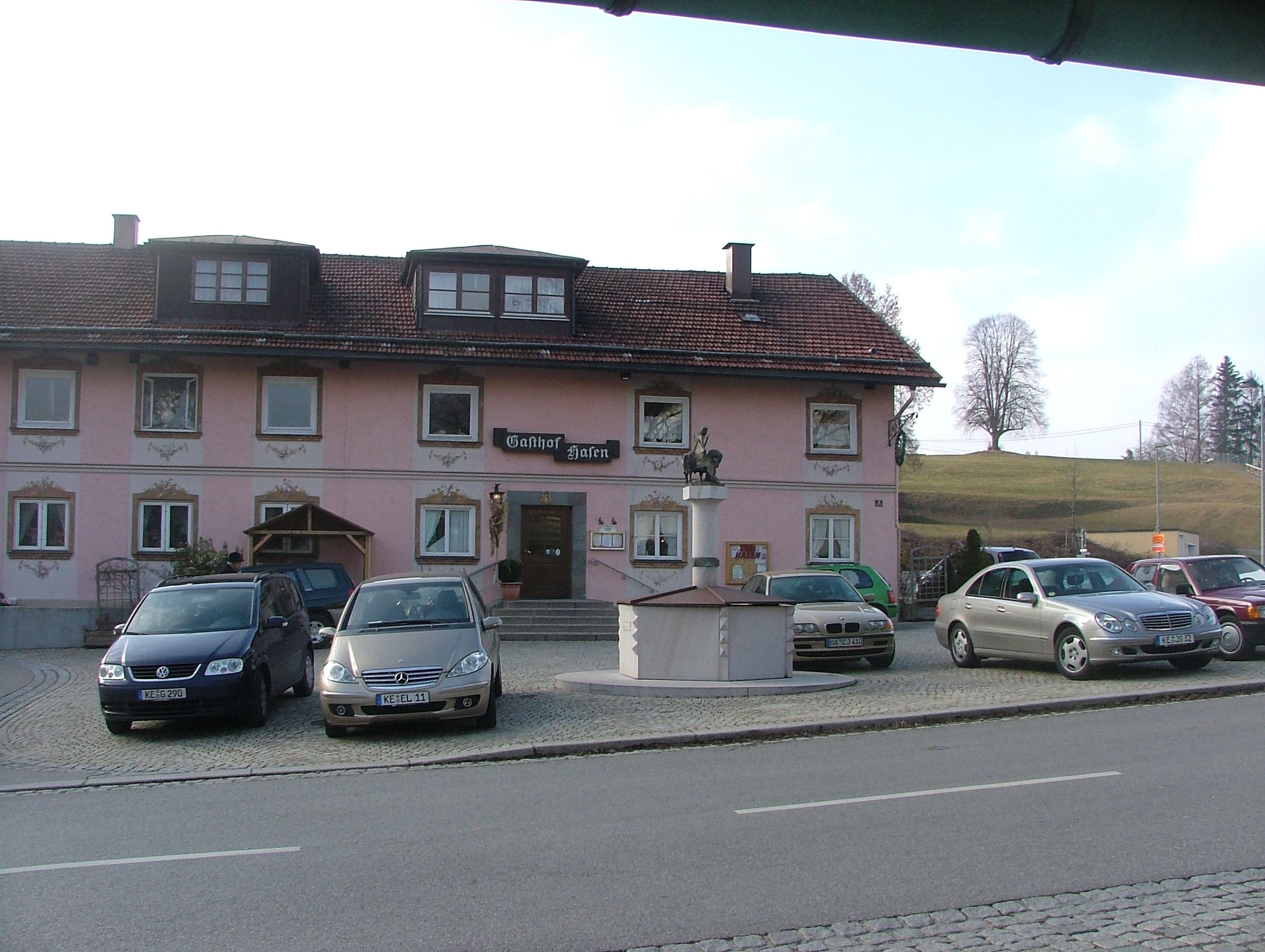
Hasen mit Martinsbrunnen

### Schutzgebiete
Folgende Naturschutzgebiete liegen zum großen Teil im Gemeindegebiet von Waltenhofen:
- „Rohrbachtobel im Wirlinger Forst“: Das 1959 ausgewiesene Naturschutzgebiet liegt westlich von Waltenhofen und umfasst 14 Hektar.[4]
- „Widdumer Weiher“: Das 1997 ausgewiesene Naturschutzgebiet liegt östlich von Martinszell beim Weiler Widdum und umfasst 30 Hektar.[5]

## Geschichte

### Geschichte der Gemeindeteile
- Waltenhofen: Auf dem Schloßbühl in Waltenhofen stand einst die Burg des Ortsgeschlechts, das urkundlich nicht nachweisbar ist. Später saßen hier die Herren von Horben zu Waltenhofen. Ihren Besitz mit dem Burgstall und Ort Waltenhofen kauften 1367 die Herren von Rauns-Fischen, die bis zu ihrem Aussterben 1450 Ortsherren blieben. 1465 kauft Hans von Werdenstein das Erbe des Hans von Rauns zu Waltenhofen, St. Veit und Rauns. Waltenhofen gehörte später zum Fürststift Kempten. Seit der Säkularisation und dem Reichsdeputationshauptschluss von 1803 gehört der Ort zu Bayern. Im Zuge der Verwaltungsreformen im Königreich Bayern entstand mit dem Gemeindeedikt von 1818 die heutige Gemeinde. 1923 wurde das Kriegerdenkmal eingeweiht.

- Hegge: Nördlich vom Gemeindeteil Waltenhofen liegt der Industrieort Hegge, der früher zu dem Gebiet des Stiftes Kempten gehörte. Die älteste bis jetzt aufgefundene Urkunde über Hegge datiert von 1543.

- Martinszell: In der Mitte zwischen Kempten und Immenstadt liegt Martinszell. 1275 wird eine Pfarrei „Cella Sancti Martini“ erwähnt. 1430 erhielt Martinszell die Niedergerichtsbarkeit, 1485 wurde das Dorf von Kaiser Friedrich III. zum Markt erhoben. In Martinszell wurde im späten 15. Jahrhundert Matthias Waibel geboren, der zur Zeit der Bauernkriege als Vikar in Kempten die Thesen Martin Luthers verbreitete und 1525 als Märtyrer starb. Im selben Jahr, am 25. Oktober 1525, wurde im dortigen Pfarrhaus der „Martinszeller Vertrag“ zwischen der Bauernschaft und Fürstabt Sebastian von Breitenstein geschlossen.

- Memhölz: Memhölz ist eine sehr alte Pfarrei, die schon um 1200 einen Pfarrer hatte. In Memhölz befindet sich das Haus Schönstatt auf’m Berg der Schönstattbewegung.[6]

- Niedersonthofen: Niedersonthofen gehörte von 1243 bis 1804 zur reichsunmittelbaren Grafschaft Königsegg-Rothenfels und war so eher nach Immenstadt orientiert, im Gegensatz zu Waltenhofen, das dem Fürststift Kempten angehörte. Niedersonthofen liegt am Niedersonthofener See, der in alter Zeit wesentlich größer war, so dass die erst 1952 wiederentdeckte Burg Niedersonthofen als Wasserburg ausgelegt war. Das kleine zu Niedersonthofen gehörige Dorf Linsen hat eine 1319 erwähnte Burg von der am Ort nur noch der Burghügel mit Gedenktafel künden. Die sehenswerte Kapelle wird auf das 14. Jahrhundert datiert.

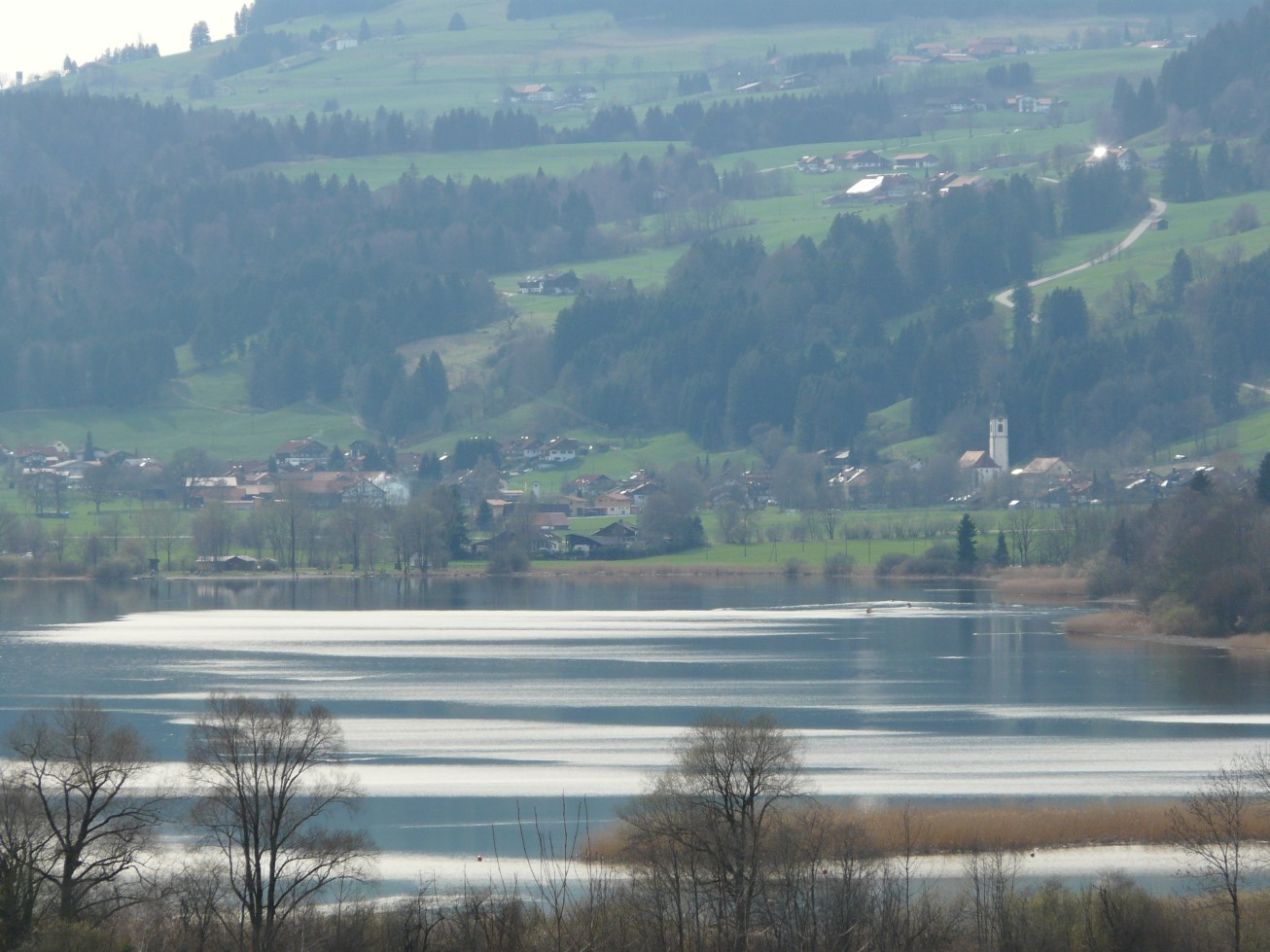
Blick auf Niedersonthofen mit Niedersonthofener See

### Eingemeindungen
Im Zuge der Gebietsreform in Bayern wurde am 1. Januar 1972 die Gemeinde Memhölz eingegliedert. Am 1. Januar 1976 kam Niedersonthofen hinzu. Martinszell im Allgäu folgte am 1. April 1976.

### Einwohnerstatistik
Zwischen 1988 und 2018 wuchs die Gemeinde von 8042 auf 9340 um 1298 Einwohner bzw. um 16,1 %.
Bayerisches Landesamt für Statistik:
| Jahr      | 1840 | 1871 | 1900 | 1925 | 1950 | 1961 | 1970 | 1987 | 1995 | 2005 | 2010 | 2015 | 2020 |
| Einwohner | 3148 | 3123 | 3454 | 4263 | 6876 | 6782 | 8031 | 7969 | 8616 | 8922 | 8873 | 9066 | 9615 |

### Konfessionsstatistik
Gemäß der Volkszählung 2011 waren 65,9 % römisch-katholisch, 11,5 % der Einwohner evangelisch und 22,6 % waren konfessionslos, gehörten einer anderen Religionsgemeinschaft an oder machten keine Angabe. Die Zahl der Katholiken ist demnach im beobachteten Zeitraum gesunken. Von derzeit 9.650 Einwohnern die mit Stand 15. Januar 2021 gemeldet waren (Hauptwohnsitz/Einzige Wohnung) sind 56,6 % römisch-katholisch, 11,65 % evangelisch und 0,9 % neuapostolisch. 31,67 % lebt ohne Konfession oder gehört anderen Konfessionen an, die in unserer Gemeinde keine eigene Kirche haben.

## Politik

### Gemeinderat
Der Gemeinderat zählt 20 Mitglieder, die sich nach der Kommunalwahl am 15. März 2020 auf folgende Parteien und Wählervereinigungen verteilen:
| Partei / Liste            | Stimmen % | Sitze | +/− |
| CSU                       | 34,06 %   | 7     | − 1 |
| Grüne                     | 21,69 %   | 5     | + 2 |
| SPD                       | 07,09 %   | 1     | − 1 |
| Freie Wähler (FW)         | 20,48 %   | 4     | ± 0 |
| Wir für Waltenhofen (WfW) | 16,68 %   | 3     | ± 0 |

### Bürgermeister
Seit 13. April 2024 ist Stefan Sommer berufsmäßiger Erster Bürgermeister. Er wurde am 10. März 2024 bei einer Wahlbeteiligung von 56,1 % mit einer Mehrheit von 53,2 % gewählt. Von 2006 an war Eckhard Harscher (Wir für Waltenhofen) Erster Bürgermeister. Bei der Bürgermeisterwahl am 11. März 2012 wurde er mit 67,2 % der Stimmen bestätigt. Bei der Bürgermeisterwahl am 4. März 2018 wurde er mit 68,2 % der gültigen Stimmen ein weiteres Mal im Amt bestätigt. Die Wahlbeteiligung lag bei 58,1 Prozent. Dessen Vorgänger im Amt war Robert Wegscheider (CSU).

### Wappen
|                         | Blasonierung: „Geteilt; oben in Schwarz drei, zwei zu eins gestellte, liegende goldene Halbmonde, unten dreimal sparrenförmig geteilt von Silber und Rot.“ |
| Wappenführung seit 1949 | |

Wappen der ehemaligen Gemeinden

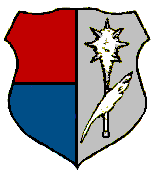
Martinszell
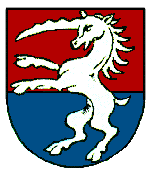
Memhölz
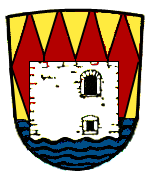
Niedersonthofen

## Wirtschaft und Infrastruktur

### Wirtschaft
Es gab 2017 nach der amtlichen Statistik im Bereich der Land- und Forstwirtschaft 19, im produzierenden Gewerbe 1059 und im Bereich Handel, Verkehr und Gastgewerbe 408 sozialversicherungspflichtig Beschäftigte am Arbeitsort. In sonstigen Wirtschaftsbereichen waren am Arbeitsort 705 Personen sozialversicherungspflichtig beschäftigt. Sozialversicherungspflichtig Beschäftigte am Wohnort gab es insgesamt 3683. Im verarbeitenden Gewerbe gab es sechs Betriebe, im Bauhauptgewerbe 17 Betriebe.

### Land- und Forstwirtschaft
Mit 3633 Hektar werden rund 61 Prozent des Waltenhofener Gemeindegebiets landwirtschaftlich genutzt, vor allem als Dauergrünland. Im Jahr 2016 existierten in Waltenhofen 131 landwirtschaftliche Betriebe, bei denen es sich hauptsächlich um Milchviehhalter handelt. Weitere 1143 Hektar oder knapp 20 Prozent des Gemeindegebiets sind bewaldet.

### Bildung
Es gibt folgende Bildungseinrichtungen (Stand: 2018):
- sechs Kindertageseinrichtungen mit 393 genehmigten Kindergartenplätzen und 351 betreuten Kindern
- vier Grund- sowie Mittel-/Hauptschulen mit 25 Lehrern und 357 Schülern (Schuljahr 2017/18)

### Verkehr
Der im Gemeindeteil Oberdorf gelegene Haltepunkt Martinszell befindet sich an der Bahnstrecke Buchloe–Lindau. Weil etliche Fahrgäste mit Ziel Oberstdorf dort fälschlich ausstiegen, wurde er Ende der 1960er Jahre in Martinszell umbenannt. Es gibt durchgehende Verbindungen nach Oberstdorf, Memmingen, Ulm, München, Nürnberg, Augsburg und Lindau.
Der Bahnhof Waltenhofen wurde 1984 stillgelegt.
Waltenhofen liegt an der „Anschlussstelle Waltenhofen“ am Übergang der A 980 zur B 12. Des Weiteren wird die Gemeinde durch die B 19 erschlossen.

### Sport
Der TV Waltenhofen ist ein Sportverein, der die Sportarten Fußball, Handball, Judo, Leichtathletik, Ski, Tennis, Turnen und Volleyball anbietet.
 Handball: Die Handballabteilung des TVW nimmt mit Männermannschaften, Frauenteams und Nachwuchsmannschaften am Spielbetrieb des Bayerischen Handballverbandes (BHV) teil. Die Handballfrauen des Vereins wurden 2016 und 2019 Alpenvorland-Meister und sind in die fünftklassige bayerische Handball-Landesliga aufgestiegen.

## Bauwerke

### St. Martin und Alexander (Waltenhofen)
Die in der Mitte von Waltenhofen stehende Kirche wurde 1765 bis 1770 als Saalbau mit eingezogenem Chor errichtet, der Turm ist im Kern noch spätmittelalterlich, das Turmobergeschoss von 1901.

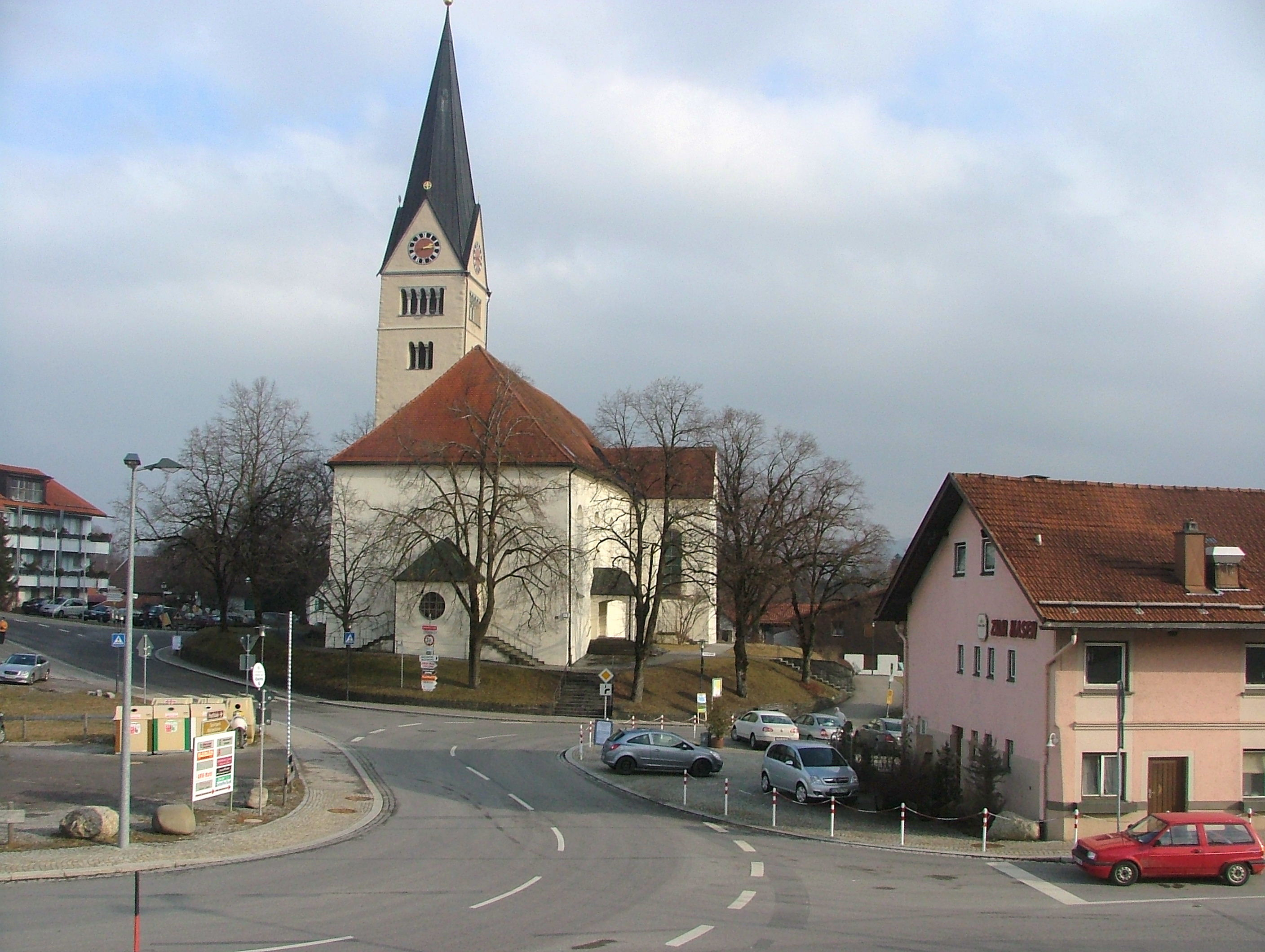
Außenansicht
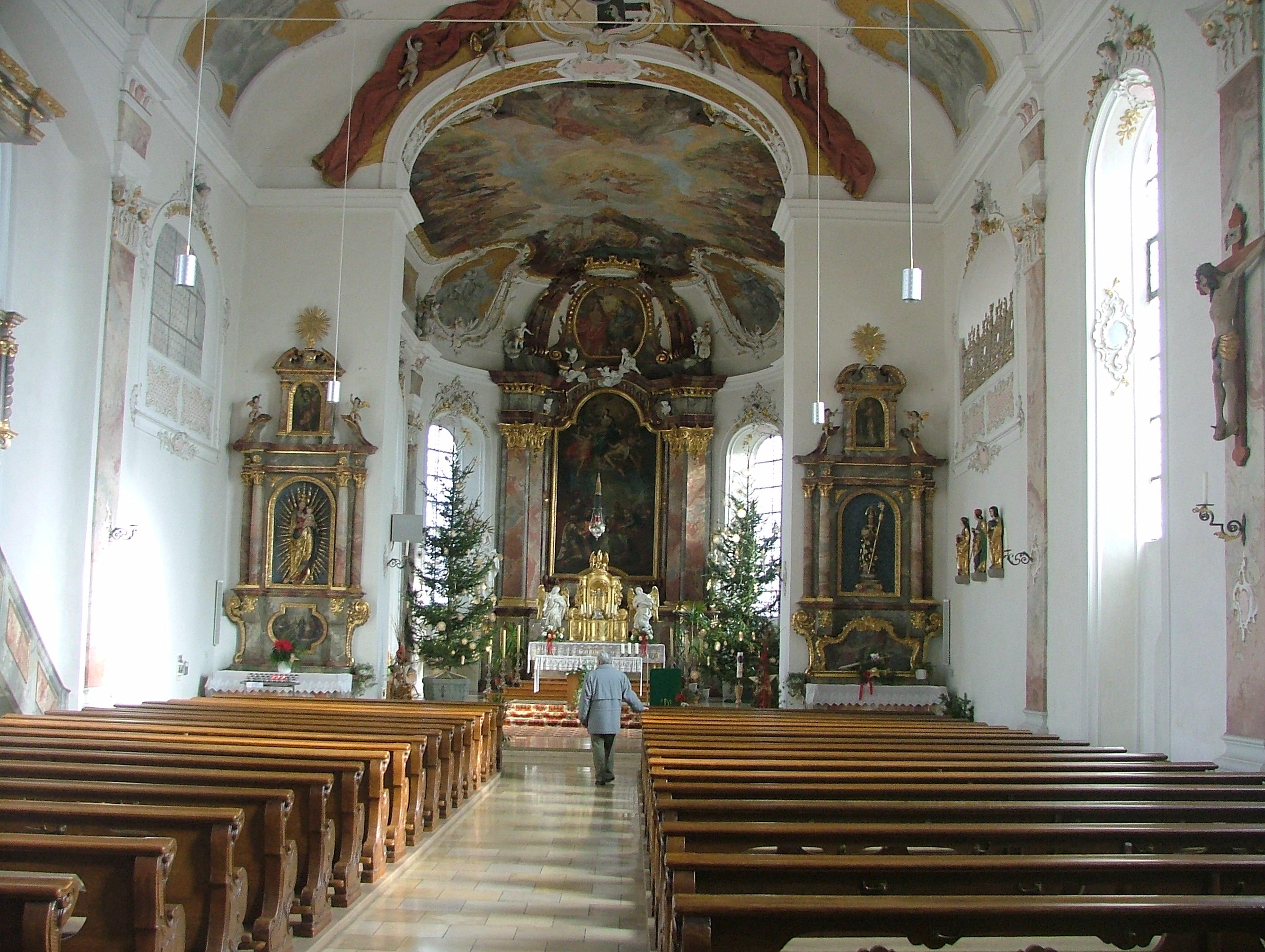
Kircheninnenraum

### St. Cosmas und Damian (Rauns)
Südöstlich von Waltenhofen steht die Kirche von Rauns. Sie ist den Heiligen Cosmas und Damian geweiht. Um 1250 erbaut von den Herren von Rauns gehörte sie seit 1464 denen von Werdenstein. 1548 kam sie in den Besitz der evangelischen Reichsstadt Kempten und wurde deshalb zwinglianisch. Schon 1548 wurde die Kirche vom Stift Kempten erworben und mit der Pfarrei Waltenhofen vereinigt. 1808 überließ sie der bayerische Staat den 26 Bauern von Rauns. Die Kirche war seit 1936 Eigentum der Gemeinde Waltenhofen und wurde 1962 wieder der Pfarrei St. Martin übereignet. Die Heiligenfiguren, darunter eine Figur des Heiligen Veit, stammen aus dem 13. bis 15. Jahrhundert; manche werden J. Syrlin dem Jüngeren zugeschrieben. Der Aufbau der Altäre entstand um 1700.

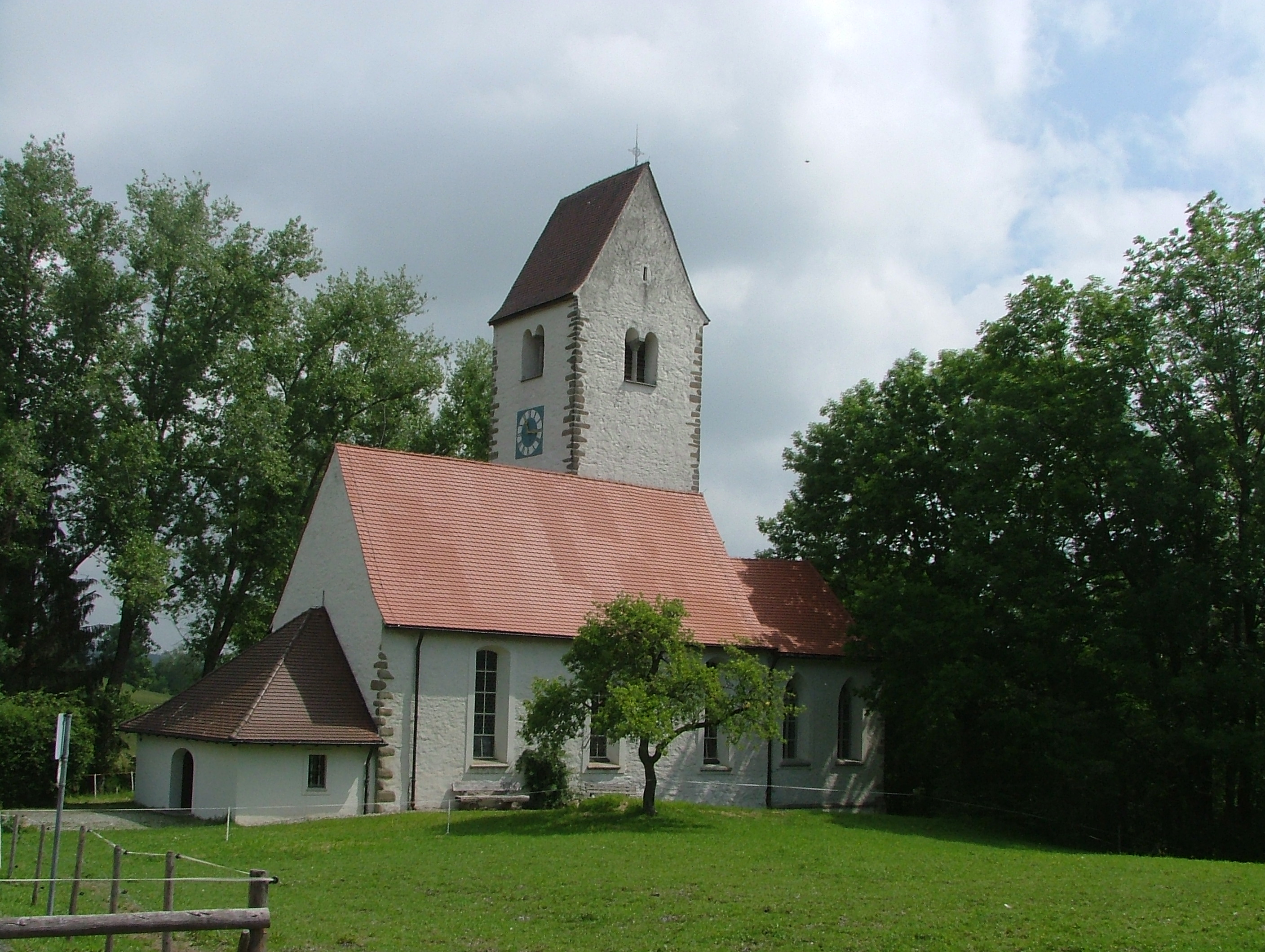
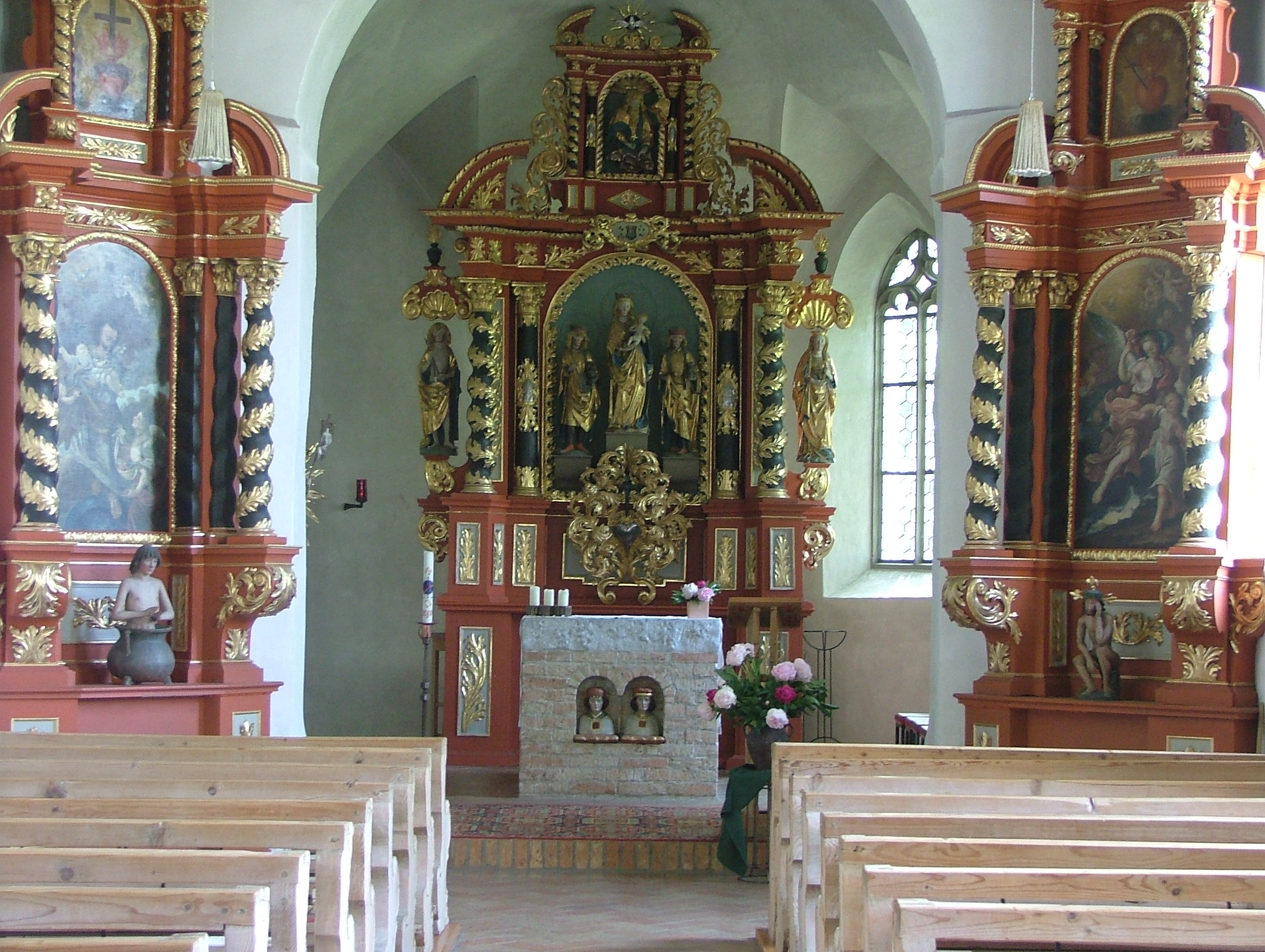
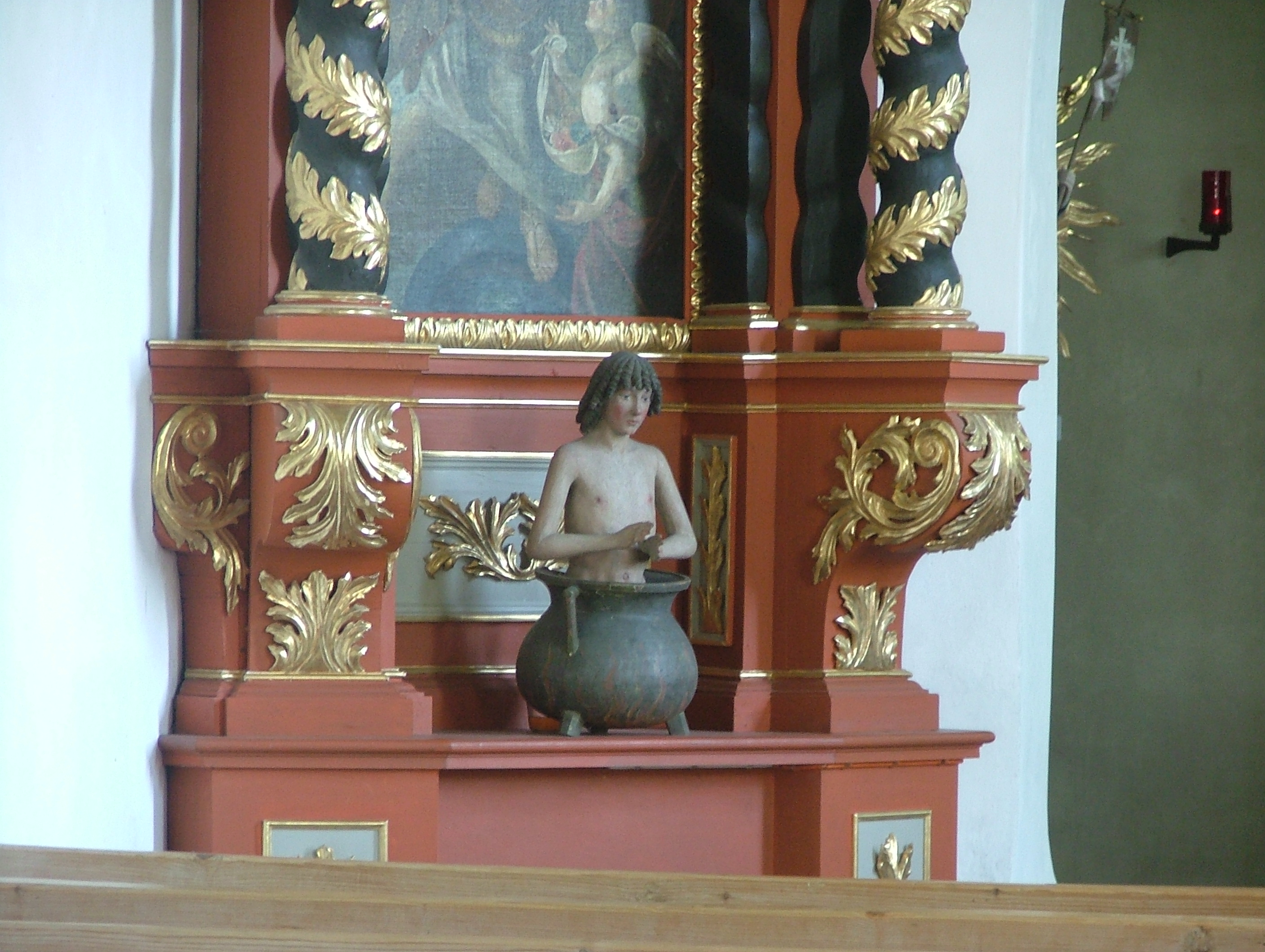

### Maria, Königin der Apostel (Hegge)
Zirka dreißig Minuten zu Fuß oder drei Minuten mit dem Auto von dem Pfarrdorf Waltenhofen entfernt liegt Hegge. Ende der 1940er Jahre wurden Arbeitslose für den Kirchenbau angeworben. Das Baumaterial stammt aus dem Steinbruch Leuten. Die Kirche wurde am 19. August 1951 geweiht. Die Außenfassade ist geprägt durch den grauen Bruchstein. Der Innenraum ist gestaltet in Neugotik, Jugendstil und Moderne.

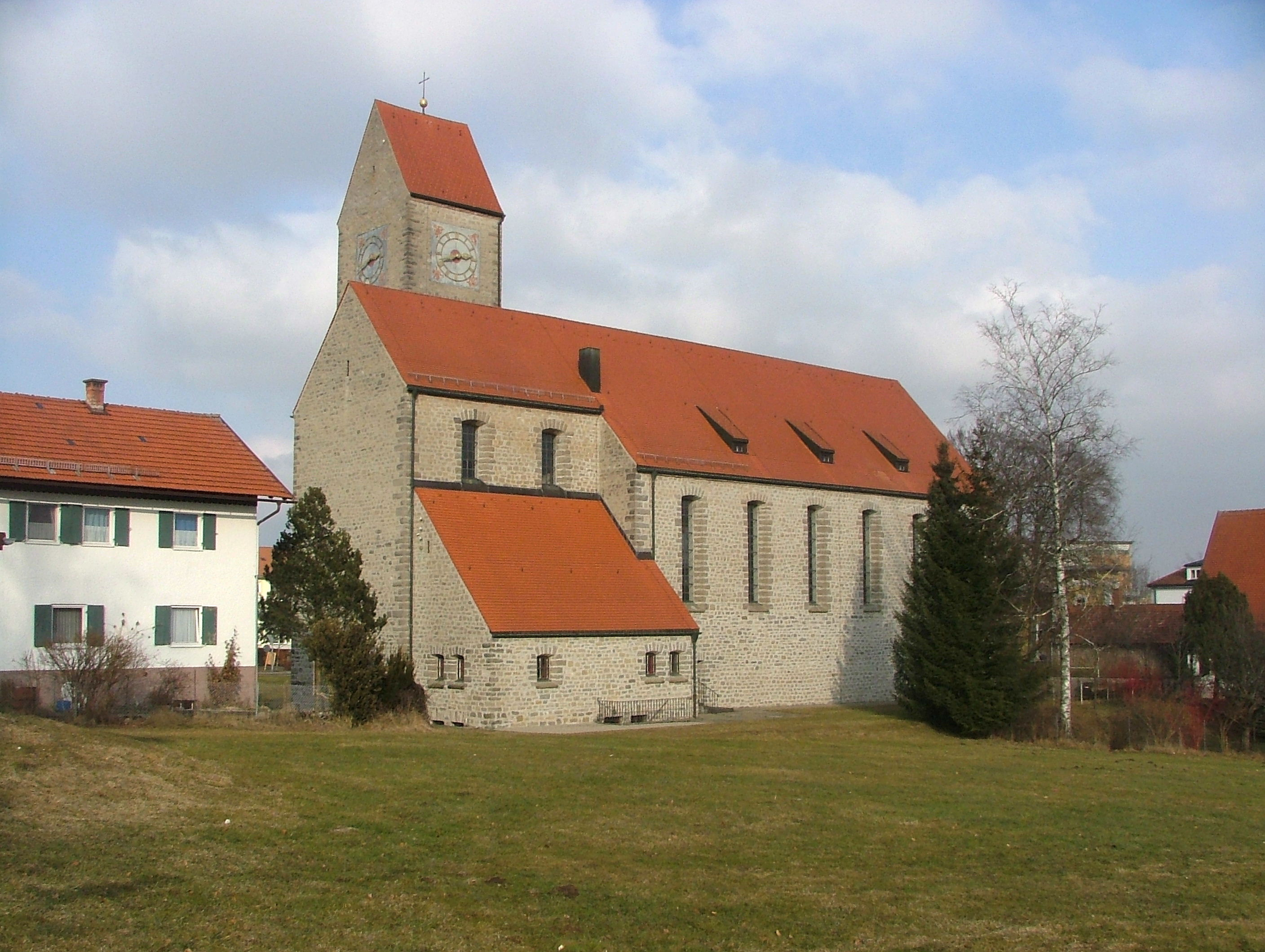
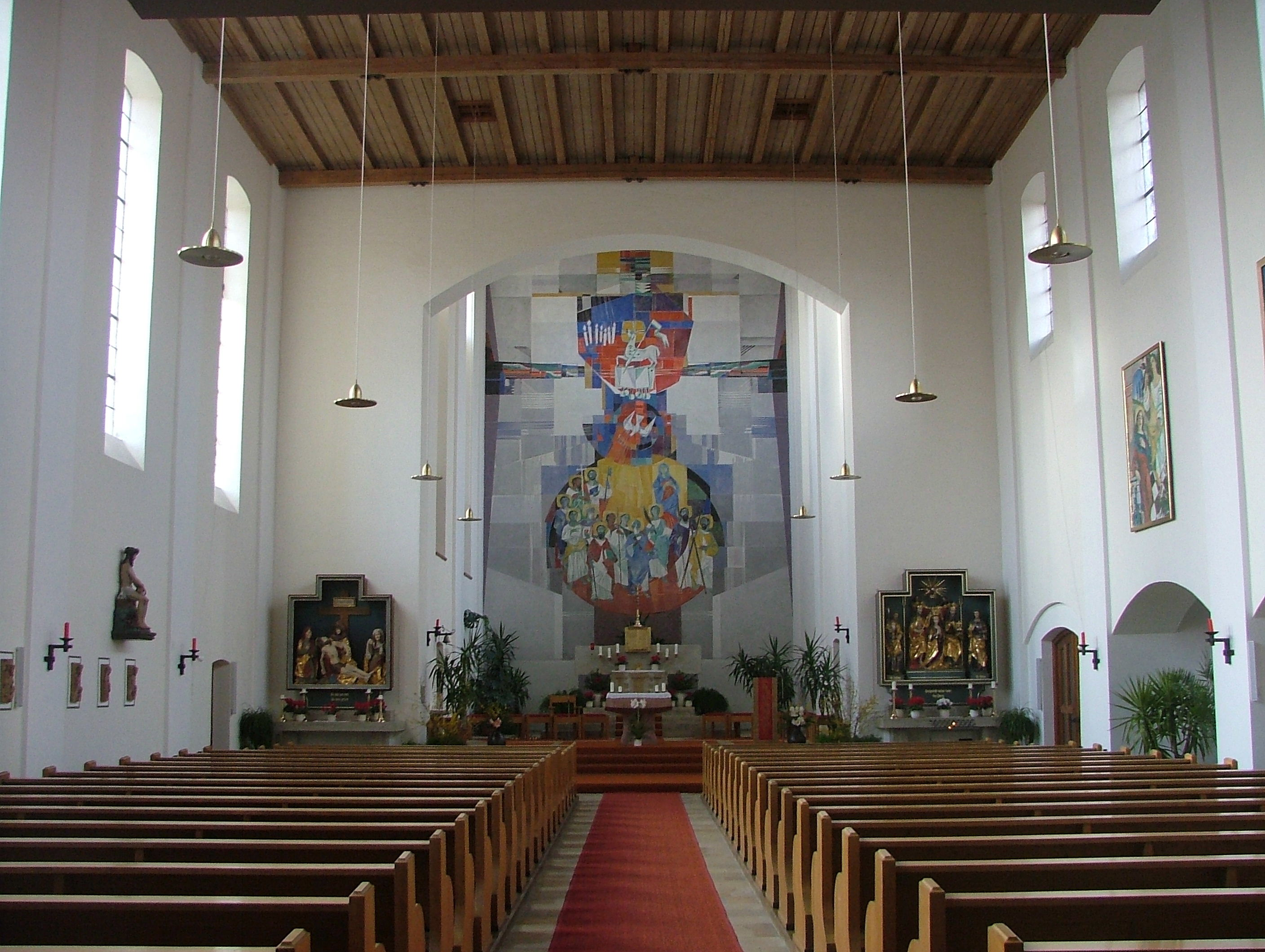
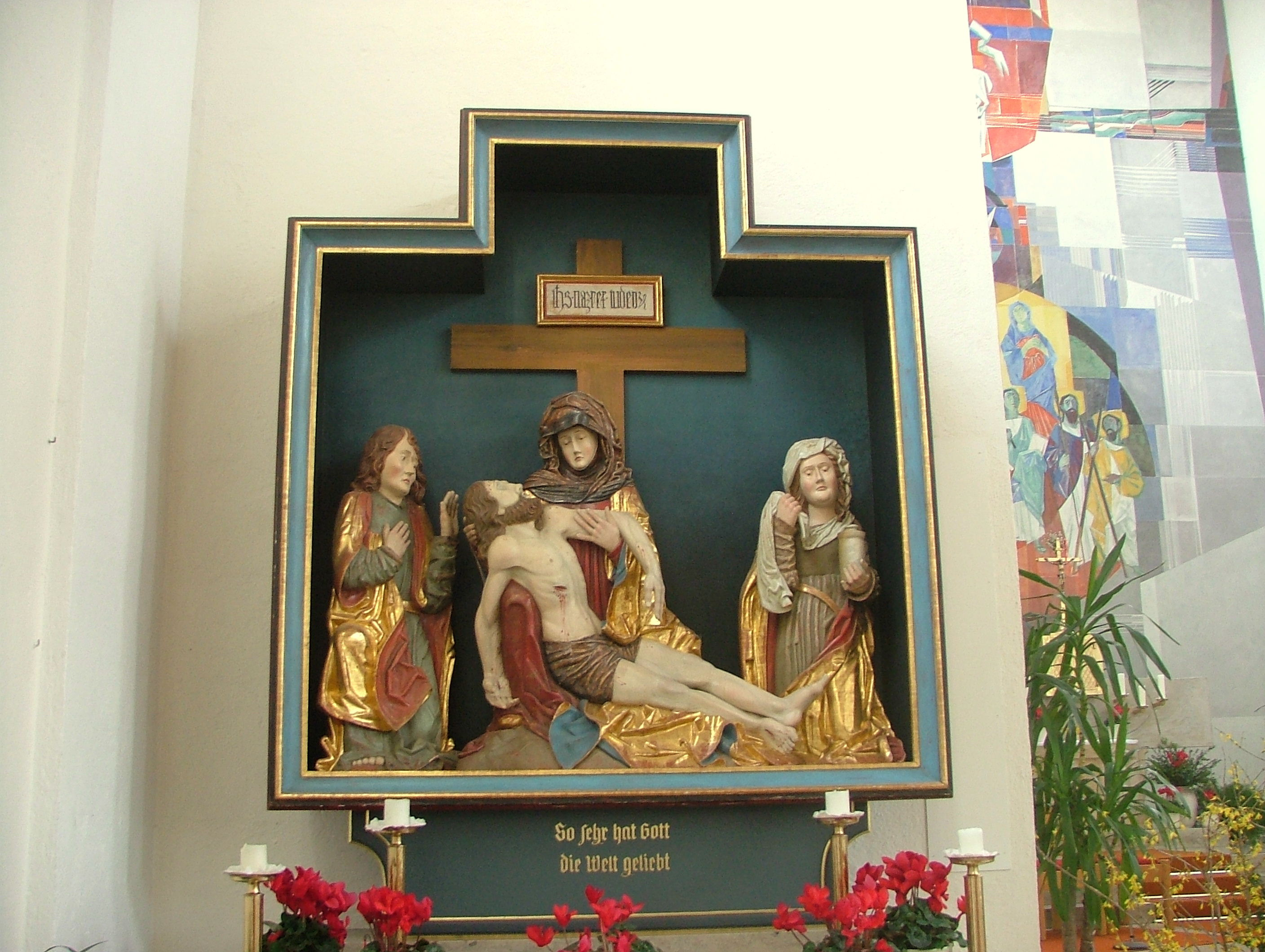

### Evangelische Kirche von Waltenhofen
Die neue evangelisch-lutherische Kirche von Waltenhofen wurde im Oktober 2000 eingeweiht. Vorher fanden die Gottesdienste im Heggener Pfarrhaus oder in einer Notkirche in Rauns statt. Das neue Gemeindezentrum an der Dietrich-Bonhoeffer-Straße wurde nach einem ökologisch sehr ambitionierten Konzept errichtet. Viel Beachtung findet auch das schlichte tiefrote Triptychon im Altarraum.

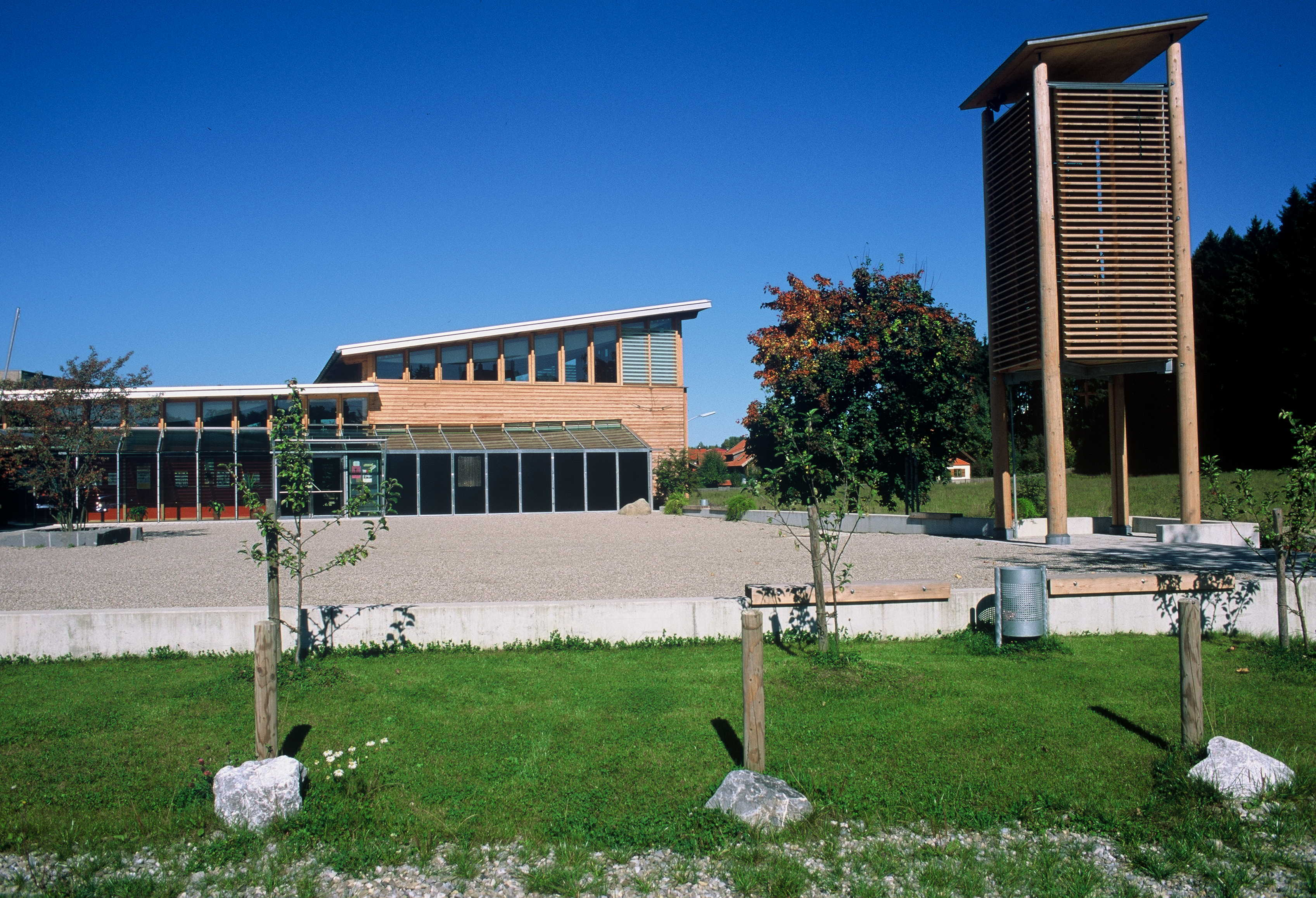
Evangelische Kirche Waltenhofen mit Glockenträger
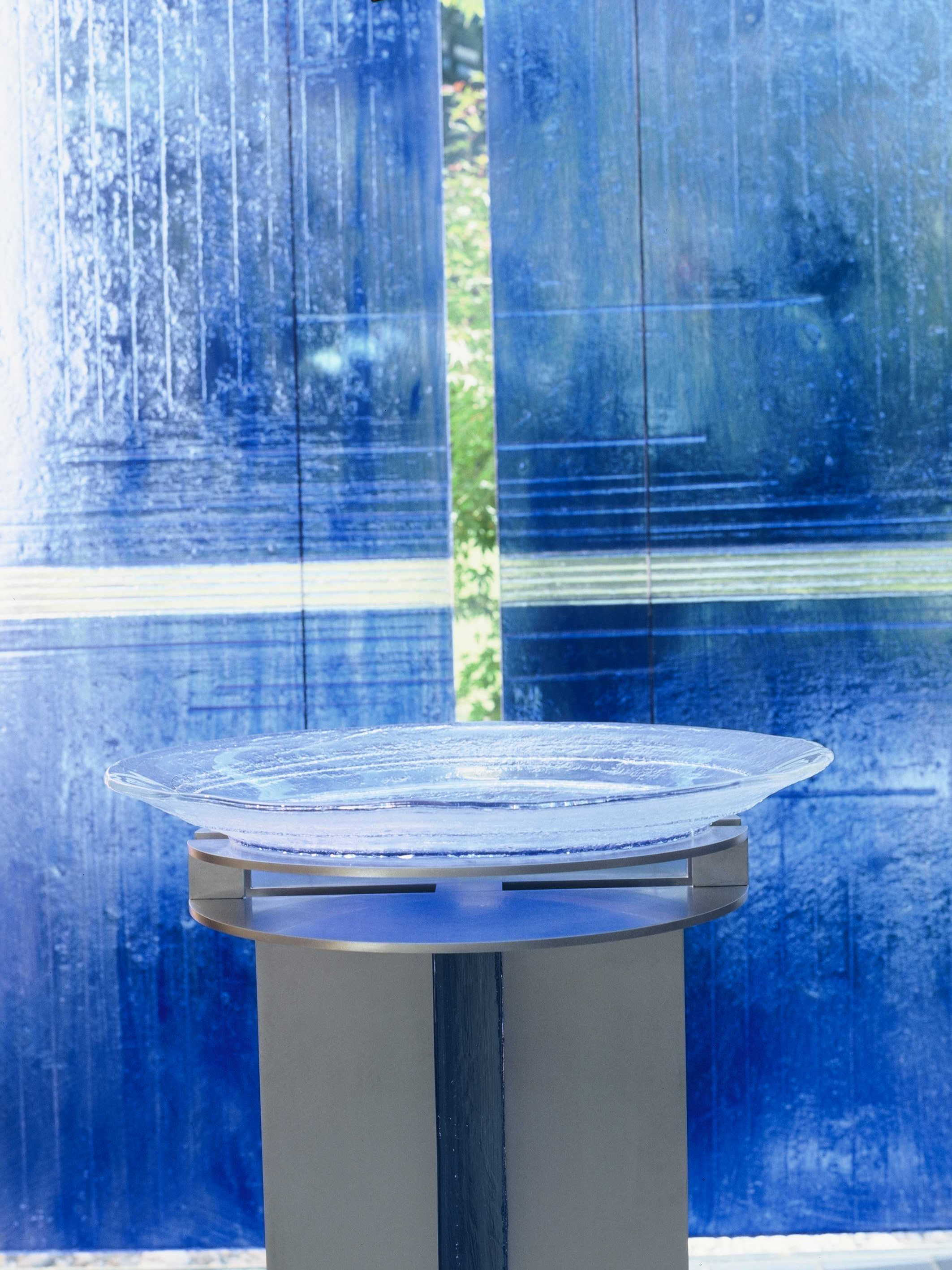
Taufschale, Taufkapelle in der evangelischen Kirche Waltenhofen
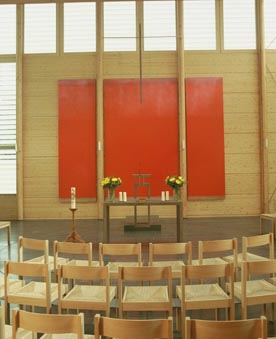
Altarbild der evangelischen Auferstehungskirche Waltenhofen

## Persönlichkeiten
- Hans Kurz (um 1550–1608), Baumeister zur Zeit der Renaissance
- Matthias Waibel (Ende 15. Jahrhundert–1525), Reformator und Märtyrer
- Friedrich Hefele (1884–1956), Historiker und Archivar, Leiter des Stadtarchivs Freiburg
- Georg Schädler (1887–1971), Politiker (NSDAP), Landtags- und Reichstagsabgeordneter
- Karl Nold (* 28. Januar 1903; † 27. November 2008), katholischer Priester, Ehrendekan, Ehrenbürger von Waltenhofen, Initiator und Erbauer der katholischen Kirche in Hegge[23]
- Franz Hößler (1906–1945), SS-Führer sowie Schutzhaftlagerführer im KZ Auschwitz, dem KZ Mittelbau und dem KZ Bergen-Belsen.
- Ludwig Martin (1909–2010), deutscher Jurist, Generalbundesanwalt von 1963 bis 1974
- Herta Huber (1926–2018), deutsche Schriftstellerin, wohnhaft im Ortsteil Martinszell
- Adi Sprinkart (1953–2013), Biolandwirt und Landtagsabgeordneter der Grünen, geboren und gestorben im Weiler Gopprechts
- Wolfgang Dürheimer (* 1958), deutscher Manager